# Tobiades
Les Tobiades sont une famille juive implantée depuis le VIe siècle av. J.-C. en Transjordanie et d'extraction très ancienne. Type achevée de l'aristocratie indigène intégrée au monde hellénistique, le destin de cette famille fascina les contemporains : Flavius Josèphe l'évoque longuement, et elle inspire sans doute le livre de Tobit, qui fait partie de la Bible.

## Époque perse
Un personnage nommé Tobiah est mentionné dans l'ostracon numéro 3 des lettres de Lakish avant sa destruction par l'armée babylonienne de Nabuchodonosor II.
Les premiers récits concernant les Tobiades datent du début de l'époque perse et se trouvent dans le Livre de Néhémie. Un personnage nommé Tobiah figure parmi les chefs de familles qui reviennent de l'exil à Babylone avec Zorobabel. Selon les livres d'Esdras et de Néhémie, les familles de Tobiah, Delayiah et Nekoda ne peuvent prouver leur ascendance israélite. Cette notice montre l'importance de la généalogie dans la communauté judéenne qui se restructure en Judée à son retour de Babylonie. Le texte ne précise pas les conséquences de ces problèmes généalogiques, mais il est probable qu'ils soient source de tensions. Les mêmes noms reviennent ensuite parmi les opposants à Néhémie : Tobiah l'Ammonite et Delayiah fils de Sanballat le Horonite. Si le Tobiah qui revient de Babylonie est identique à celui qui s'oppose à Néhémie, les doutes exprimés sur ses origines peuvent aussi marquer une volonté polémique pour délégitimer à un opposant à Néhémie.
Lorsque vers 445  av. J.-C., Néhémie vient à Jérusalem pour reconstruire les remparts de la ville, il se heurte à l'hostilité de Tobiah (en) le serviteur ammonite, à Gueshem (en) l'Arabe et à Sanballat le Horonite (Néh 2:10). Tobiah semble être ici le gouverneur d'une province perse en Transjordanie, et Sanballat le gouverneur de Samarie. Les raisons de son hostilité à Néhémie ne sont pas clairement expliquées. On peut supposer que Tobiah et Néhémie  entretenaient un conflit d'intérêts politiques et religieux à Jérusalem. Tobiah appartenait à l'aristocratie judéenne. Beaucoup en Juda étaient liés par serment à Tobiah gendre de Séchénias descendant d'Arah et dont le fils Johanan avait épousé une fille de Mesollam  le fils de Barachie. Il échangeait une correspondance avec les nobles judéens (Néh. 6:17-19) et est décrit comme un parent d'un prêtre appelé Eliashiv intendant des salles du Temple. Son statut et ses liens avec ce prêtre lui permettent de disposer d'une salle dans le Temple, vraisemblablement pour des raisons cultuelles. Néhémie finit par l'en faire chasser.
Le site d'Iraq al-Amir est associé aux Tobiades à cause des deux inscriptions mentionnant Tobiah qui y ont été retrouvées. Les fouilles archéologiques réalisées indiquent que l'établissement du site remonte à la fin du Fer II (900-586 av. J.-C.)  ou début de l'époque perse (587-333 av. J.-C.). Les implantations autour du site se sont multipliées  à l'époque hellénistique.
Le livre de Tobit fait peut-être allusion à famille de Tobiades. Dans ce cas, cette famille serait originaire de Samarie et non pas de la Judée.

## Époque hellénistique

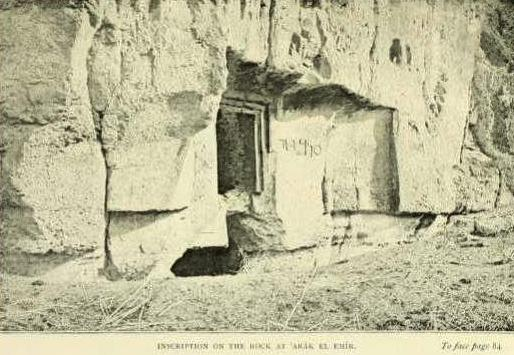
L'inscription Tobiah (טוביה) à l'entrée d'une grotte à Iraq al-Amir (datée entre le)

Un témoignage sur les Tobiades à l'époque hellénistique est apporté par les archives de Zénon (-260/-239). Les Tobiades possédaient des terres en Transjordanie. Ils y jouissaient d'une autonomie et ils entretenaient une garnison. Parmi les documents du « dossier syrien » figurent deux lettres datées du 13 mai 257 adressées par Tobiah au roi Ptolémée II Philadelphe et à son ministre Apollonios. Ces documents soulignent l'importance du personnage qui peut écrire directement au roi et à son ministre. Un autre document traite de l'achat d'une esclave en 259. Certains des hommes mentionnés dans le contrat appartiennent au personnel de Tobiah. Ce contrat est signé dans la birta d'Ammanitis, identifiée soit à la forteresse de Tobiah à Tyros (Iraq al-Amir), soit à la citadelle d'Amman.
On ne dispose pas d'information sur les relations entre « la terre de Tobiah » et Philadelphie (aujourd'hui Amman), capitale de la région d'Ammon en Transjordanie. On peut supposer que sous la domination des Ptolémées d'Égypte, il régnait entre elles des relations normales. Cette situation a dû changer lors de la conquête séleucide à la suite de la Cinquième guerre de Syrie. Les Tobiades, sous la conduite d'Hyrcan fils de Joseph, conservèrent leur fidélité aux Ptolémées, ce qui a dû susciter des difficultés et des tensions avec les villes grecques ralliées aux séleucides. Philadelphie devait être une base importante pour les forces séleucides en Transjordanie car elle avait déjà une fonction militaire à l'époque des Ptolémées. Elle faisait en effet partie des forteresses qui devaient contenir l'attaque séleucide d'Antiochos III en 218 av. J.-C. lors de la Quatrième guerre de Syrie. Cette situation a dû se poursuivre jusqu'à la disparition d'Hyrcan, vers 169 av. J.-C.. Après cela, la "terre de Tobiah"  a dû passer sous le contrôle de Philadelphie. C'est dans ce contexte qu'il faut comprendre les combats menés par les souverains hasmonéens Judas et Jonathan à l'ouest du Jourdain. Selon I Maccabées 5, les deux frères ont livré un combat décisif dans les environs de Philadelphie contre Timothée, stratège séleucide de la région, qui s'est terminé par la victoire des hasmonéens et par la conquête de Yaazer (identifié à Rabbat el Sir) et de Banoutiah. Du point de vue hasmonéen, ces conquêtes se comprennent comme une guerre de libération des juifs vivants dans ces zones prises aux Tobiades et annexées par Philadelphie.

## Le récit de Flavius Josèphe

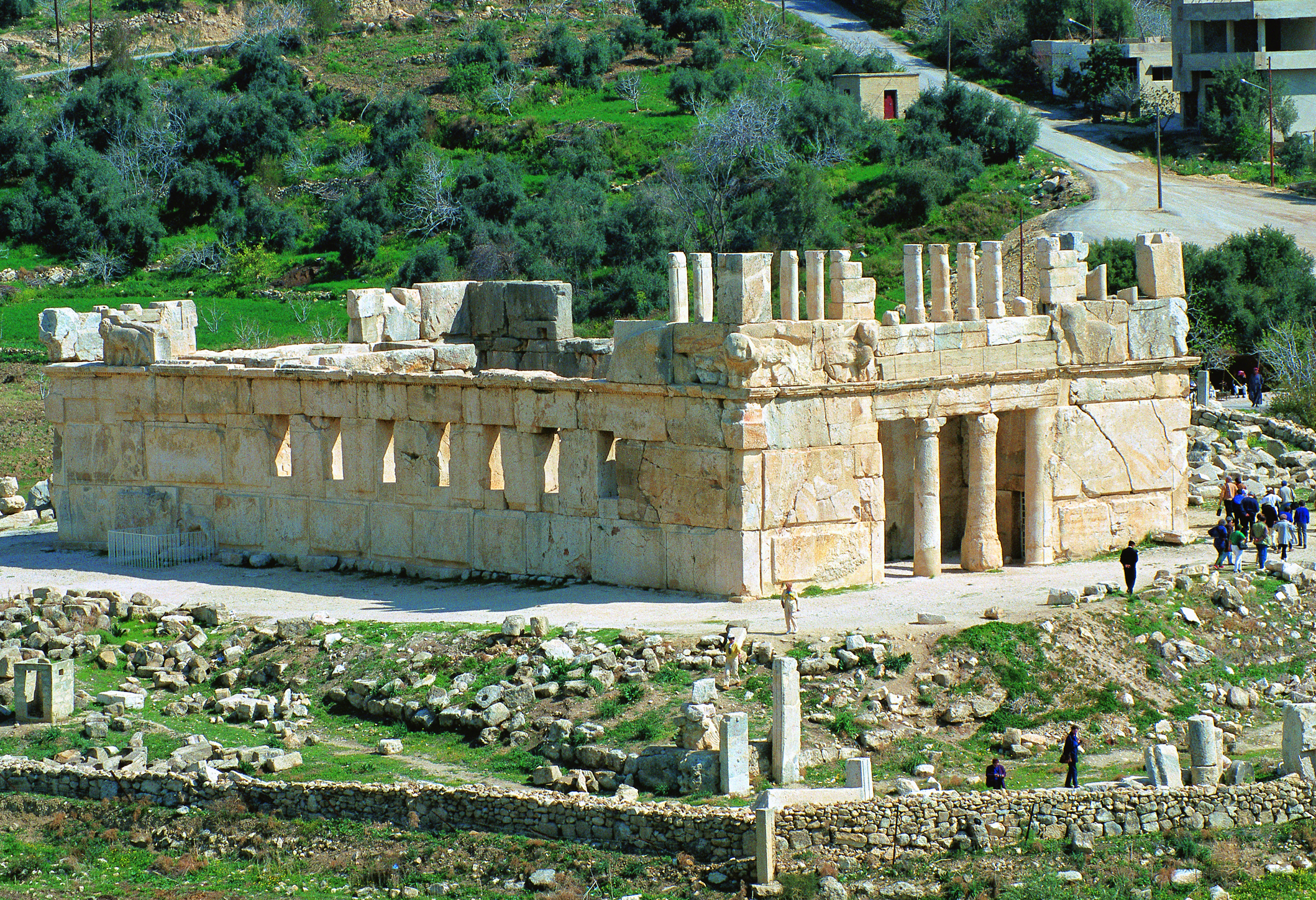
Forteresse d'Hyrcan le Tobiade à Tyros (Iraq al-Amir) avec les statues d'animaux sur la facade.

### Le roman des Tobiades
Les principaux textes donnant des éléments sur cette famille sont tirés des Antiquités juives de l'historien Flavius Josèphe et du deuxième livre des Maccabées. Ils concernent deux personnages de cette famille : Joseph ben Tobiah et Hyrcan le Tobiade.
Alors que Josèphe a décrit la conquête de la Syrie par Antiochus III Mégas, il présente un accord survenu entre le séleucide Antiochus et le lagide Ptolémée en vertu duquel Cléopâtre, la fille d'Antiochus, épouserait Ptolémée. Les revenus collectés en Syrie seraient accordés en dot à Ptolémée. À la suite de cela, le grand prêtre Onias II (en) refusa de payer le tribut au souverain égyptien. Le neveu du grand prêtre, Joseph ben Tobiah (le fils de sa sœur), lui reprocha les dangers auxquels il exposait ainsi le peuple et alla à Alexandrie pour parler avec le souverain lagide. Il fut reçu à la cour de Ptolémée et Cléopâtre, gagna l'amitié des souverains et repartit d'Égypte à la tête d'une armée de 2000 soldats. Il punit les villes d'Ashqelon et de Scythopolis (Beït-Shéan) qui s'étaient opposées à lui. La crainte qu'il inspira lui permit d'obtenir la fonction de collecteur d'impôts, tâche qu'il occupa pendant 22 ans.
De sa première femme, Joseph avait 7 enfants. À Alexandrie, il tomba amoureux d'une danseuse. À la suite d'un stratagème, son frère Solymius lui substitua sa propre fille, avec laquelle Joseph eu un fils, Hyrcan. L'amour de Joseph pour son fils Hyrcan suscita la haine de ses frères.
À la naissance d'un fils au roi Ptolémée, Joseph, devenu trop vieux pour se rendre à Alexandrie, y délégua son fils Hyrcan pour célébrer cette naissance. Comme son père, Hyrcan y gagna l'amitié du souverain. Lors de son retour en Judée, ses frères s'opposèrent à lui. Il les battit, mais ne put entrer à Jérusalem. Peu après l'accession au pouvoir de Séleucos, Joseph puis le grand prêtre Onias moururent. Hyrcan s'installa en Transjordanie (en Ammon) où il se fit construire une forteresse dans un lieu appelé Tyros (identifié au site d'Iraq al-Amir dans l'actuelle Jordanie). Cette forteresse était décorée de grandes sculptures et entourée d'eau. Des grottes étaient aménagées à proximité pour servir d'habitation. Hyrcan guerroya contre les Arabes pendant tout le règne de Séleucos. À la mort de celui-ci, il se donna la mort, par crainte du nouveau roi Antiochus IV Épiphane.

### Analyse critique
Pour composer cette histoire, Flavius Josèphe a dû s'inspirer d'une chronique plus ancienne. Certains chercheurs y voient une chronique samaritaine à cause des passages ayant trait à la Samarie (par exemple les "amis de Samarie" qui prêtent de l'argent à Joseph). Selon l'historien israélien Dov Gera, la source de Flavius Josèphe semble être un juif égyptien favorable aux lagides et qui attribue des sentiments analogues au personnage principal de son histoire (Hyrcan ben Joseph le Tobiade). Le but de la source de Josèphe est de mettre en avant la famille des Tobiades. Joseph et Hyrcan y sont présentés de manière favorable. Joseph ben Tobiah est décrit comme un dirigeant des Juifs d'Israël, alternative civile au grand prêtre Onias II. Par contre, les détails de la vie de Joseph et d'Hyrcan semblent inventés. Cette chronique peut être rapprochée de la Lettre d'Aristée à Philocrate. Bien que l'auteur de la Lettre d'Aristée exprime des sentiments très religieux alors que l'auteur de l'histoire des Tobiades est laïc, les deux textes insistent sur les liens amicaux entre les juifs et les souverains lagides, et placent leurs récits inventés dans un contexte historique réel.
Au XIXe siècle, Willrich soulignait déjà les analogies entre l'histoire des Tobiades chez Josèphe, et le patriarche Jacob et son fils Joseph :
- introduction de Joseph ben Tobiah puis d'Hyrcan à la cour des lagides en Égypte/Joseph à la cour de Pharaon,
- hostilité entre Hyrcan et ses demi-frères/jalousie des fils de Jacob envers Joseph, fils de Rachel,
- Joseph ben Tobiah est contraint de prendre pour épouse la fille de son frère alors qu’il voulait épouser une égyptienne/Jacob est contraint par Laban d’épouser Léah alors qu’il aime Rachel,
- Hyrcan fuit en Ammon/Jacob fuit devant Esaü,
- Joseph ben Tobiah retourne en Israël avec une armée égyptienne/Joseph raccompagne son père Jacob en Israël, suivi par un cortège de cavaliers.

### Cadre historique
Telle que le décrit Josèphe, l'histoire commence lors de la Cinquième guerre de Syrie, avec l'accord passé entre Antiochos III Mégas et Ptolémée V Épiphane en 195 av. J.-C. qui laisse la Cœlé-Syrie à Antiochos et qui prévoit le mariage de Ptolémée avec Cléopâtre Ire Syra, mariage célébré vers 194/193. Toute l'histoire se déroule donc sous la domination séleucide, mais les intrigues se passent à  la cour lagide d'Alexandrie. Les quelques points d'ancrage historiques fournis par Josèphe sont difficilement compatibles d'une chronologie cohérente. Josèphe  semble confondre les différents Ptolémée et son récit s'intègre mal dans la période séleucide. La saga familiale semble plutôt s'inscrire dans une période plus large, allant des règnes de Ptolémée II Philadelphe et Ptolémée III Évergète , puis du passage de la Judée sous domination séleucide lors des guerres de Syrie. Pour certains historiens, l'histoire de Joseph est un récit inventé. Elle cherche à mettre en évidence le rôle des Juifs auprès des souverains lagides. Pour d'autres historiens, Joseph est un personnage historiques, même si les détails de son histoire sont légendaires. Plusieurs propositions ont été faites par les historiens pour replacer le récit dans un cadre chronologique, mais aucune n'est complètement satisfaisante compte tenu des incohérences et du récit embrouillé de Josèphe.
Le récit de Josèphe commence avec l'accord passé entre Antiochos III et Ptolémée V. Selon Josèphe, Antiochos aurait donné en dot à sa fille Cléopâtre les revenus des territoires de Cœlé-Syrie, Samarie, Judée et Phénicie pour son mariage avec Ptolémée. Il s'agit des territoires conquis par Antiochos et qui appartenaient anciennement à Ptolémée. La réalité d'un tel accord a été mise en doute. S'il a réellement existé, il pourrait s'agir d'un effort concédé par Antiochos pour stabiliser les relations politiques avec les Lagides et lui permettre de préparer sa campagne contre Rome. Cet accord expliquerait le rôle de collecteur de taxes des Tobiades pour le compte des Lagides sur des territoires appartenant désormais aux Séleucides. Le Ptolémée qui apparait au début du récit semble donc être Ptolémée V, puisqu'il épouse bien une Cléopâtre fille d'Antiochos III vers 194/193. Sauf que le grand prêtre Onias qui refuse de payer le tribut est manifestement Onias II, or celui-ci est déjà mort à cette période puisqu'il décède vers 220. Le Ptolémée pourrait donc être plutôt Ptolémée III Évergète. Le surnom Évergète figure d'ailleurs dans certains manuscrits. On remarque alors une erreur puisque l'épouse de Ptolémée III s'appelait Bérénice et non pas Cléopâtre. D'ailleurs, si Hyrcan nait à la cour Ptolémée V après 195, il est beaucoup trop jeune pour ensuite être envoyé par son père à Alexandrie pour saluer la naissance de Ptolémée VI vers 185.
Pour tenter de concilier les différentes séquences du récit, on peut proposer différentes reconstructions :
- vers 220, pendant la grande prêtrise d'Onias II, Joseph est reçu à Memphis par Ptolémée III et Bérénice II. Il obtient la fonction de collecteur d'impôts pour la Judée.
- en 200, après la victoire d'Antiochus III à Panion, la Judée passe sous domination séleucide.
- en 195, Joseph obtient à nouveau la charge de collecteur d'impôts sous Ptolémée V et Cléopâtre Ire en vertu d'un accord passé avec Antiochus qui accorde le revenu de la Cœlé-Syrie à l’Égypte.
- en 187, Séleucos IV succède à son père Antiochus. Hyrcan reste fidèle à l'Égypte.
- en 185, Hyrcan  est envoyé à Alexandrie  pour la naissance de Ptolémée VI puis il se réfugie en Transjordanie. Joseph meurt (et Onias II est mort depuis longtemps)
- en 175, Antiochus IV succède à son frère Séleucos. Mort d'Hyrcan.

Une alternative propose une chronologie plus haute :
- vers 240, Onias II refuse de payer le tribut à Ptolémée III car l'issue de la Troisième guerre de Syrie est alors incertaine et la Judée pourrait basculer du côté séleucide. Damas est alors assiégé par les Lagides (242). Joseph est reçu par Ptolémée III de qui il obtient la fonction de collecteur d'impôts.
- en 210, Hyrcan est envoyé à Alexandrie pour la naissance de Ptolémée V
- vers 200, la Judée passe sous domination séleucide. Hyrcan, fidèle aux Lagides, se réfugie en Transjordanie.
- en 187, Séleucos IV succède à son père Antiochus. Joseph meurt (très âgé, puisqu'il serait né vers 260)
- en 175, Antiochus IV succède à son frère Séleucos. Mort d'Hyrcan.

Outre les incohérences internes du récit, on note que certains éléments ne sont pas compatibles de ce qu'on sait par ailleurs des Tobiades. La construction d'une forteresse en Transjordanie est mise en relation avec Hyrcan, or les archives de Zénon semblent attester l'existence de territoires en Transjordanie sous l'autorité des Tobiades (terre de Tobias) dès le règne de Ptolémée II Philadelphe. Par ailleurs, l'hostilité d'Hyrcan au nouveau pouvoir séleucide sur la Judée semble contradictoire avec la position importante qui lui est attribuée dans II Maccabées. Selon cette source, Hyrcan disposait en effet de sommes considérables déposées dans le Temple de Jérusalem, donc dans un territoire sous le contrôle des séleucides.